# 洪嘉與
洪嘉與，江西省廣信府玉山縣人，清朝政治人物、進士出身。
光緒十六年（1890年），参加光緒庚寅科殿試，登進士二甲53名。同年五月，改翰林院庶吉士。光緒十八年五月，散館，著以部属用。